# Sildi
Sildi (rusky Сильди, avarsky Силди) je venkovská lokalita (vesnice, v Rusku selo) v Cumadinském rajónu v Dagestánské republice, v Rusku. Populace: 208 (Ruské sčítání lidu 2010); 263 (Ruské sčítání lidu 2002).
Nachází se nedaleko hranic Dagestánu s Čečenskem. 
Většina vesničanů jsou Avarové.
Sildi je rodným městem neporaženého (29–0) šampiona UFC v lehké váze Chabiba Nurmagomedova.